# Erythrus assimilis
Erythrus assimilis är en skalbaggsart som beskrevs av Aurivillius 1910. Erythrus assimilis ingår i släktet Erythrus och familjen långhorningar. Inga underarter finns listade i Catalogue of Life.